# Козловский сельсовет (Константиновский район)
Козловский сельсовет — упразднённая административно-территориальная единица, существовавшая на территории Московской губернии и Московской области до 1954 года.
Козловский сельсовет был образован в первые годы советской власти. По данным 1922 года он входил в состав Константиновской волости Сергиевского уезда Московской губернии.
В 1925 году к Козловскому с/с был присоединён Чирковский с/с.
По данным 1926 года в состав сельсовета входили 3 населённых пункта — Козлово, Алмазово, Прикашецкое, Чернецкое и Чирково, а также 1 выселки.
В 1929 году Козловский с/с был отнесён к Константиновскому району Кимрского округа Московской области. При этом к нему был присоединён Грачневский с/с.
17 июля 1939 года к Козловскому с/с были присоединены селения Машутино, Новосёлки и Сысоево упразднённого Машутинского с/с. Одновременно селение Базыкино было передано из Козловского с/с в Кисляковский.
14 июня 1954 года Козловский с/с был упразднён. При этом его территория была передана в Константиновский с/с.